# Jean de Lastic
Jean de Bompar Lastic (1371 – 19 mei 1454) werd op 9 november 1437 de 36e grootmeester van de Orde van Sint-Jan van Jeruzalem. Hij volgde Antonio de Fluvià op.
Lastic werd voor 1390 in de Orde opgenomen. Hij bedreef diverse functies in de Langue van Auvergne voordat hij tot grootprior werd benoemd in Bourganeuf. In 1437 werd hij verkozen tot grootmeester, maar hij arriveerde pas een jaar later op Rhodos. In 1440 en 1444 vielen de Mammelukken onder leiding van sultan Jaqmaq het eiland aan, maar beide keren werd de aanval afgeslagen. Ter verdediging van het eiland liet Lastic het fort Sint-Nicolaas bouwen. Ook liet Lastic een ziekenhuis bouwen en verrijken met de medische kennis die er in die tijd voorhanden was.